# レンヌ美術館
レンヌ美術館（レンヌびじゅつかん、フランス語: Musée des beaux-arts de Rennes）は、フランスのレンヌにある美術館である。

## 沿革
他の多くの美術館と同じく、レンヌ美術館もフランス革命中（1794年）に創設された。当初はレンヌ市内の教会や公共施設にあった芸術品を展示していた。その後リヴォワ侯のコレクションの寄付等によって規模を大きくしていった。同じ建物の中には、ブルターニュの伝統的な家具や衣装を展示したブルターニュ博物館がある。

## コレクション
14世紀から現代にいたる絵画を1000点以上有している。 ジョルジュ・ド・ラ・トゥールの『新生児』（『聖誕』）があることで有名だが、パブロ・ピカソやジャン＝バティスト・カミーユ・コロー、ウジェーヌ・ブーダン等も所蔵している。

### 考古学

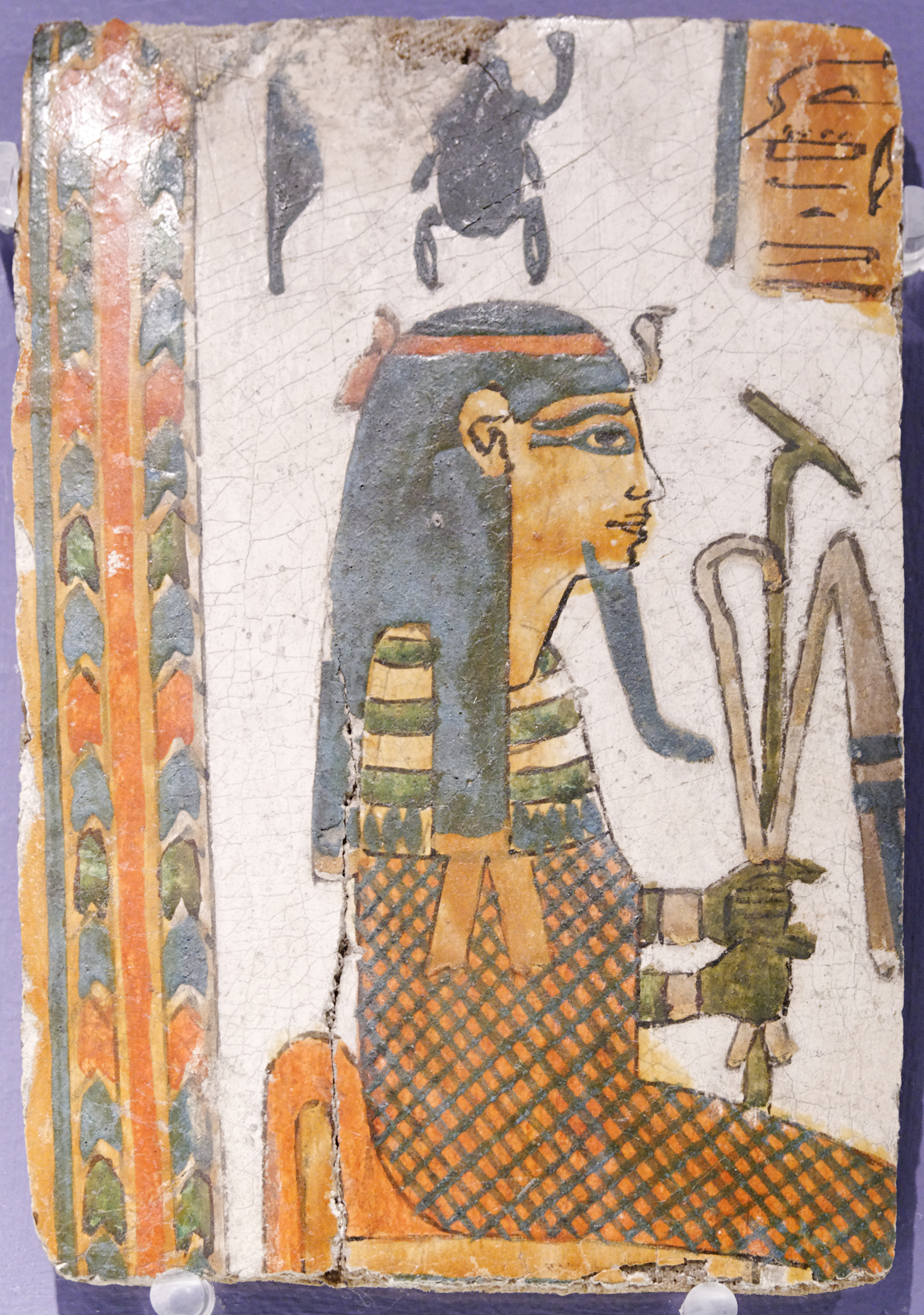
Fragment de cartonnage au nom de Djed-Amon, エジプト (テーベ?), XXIIe - XXIIIe
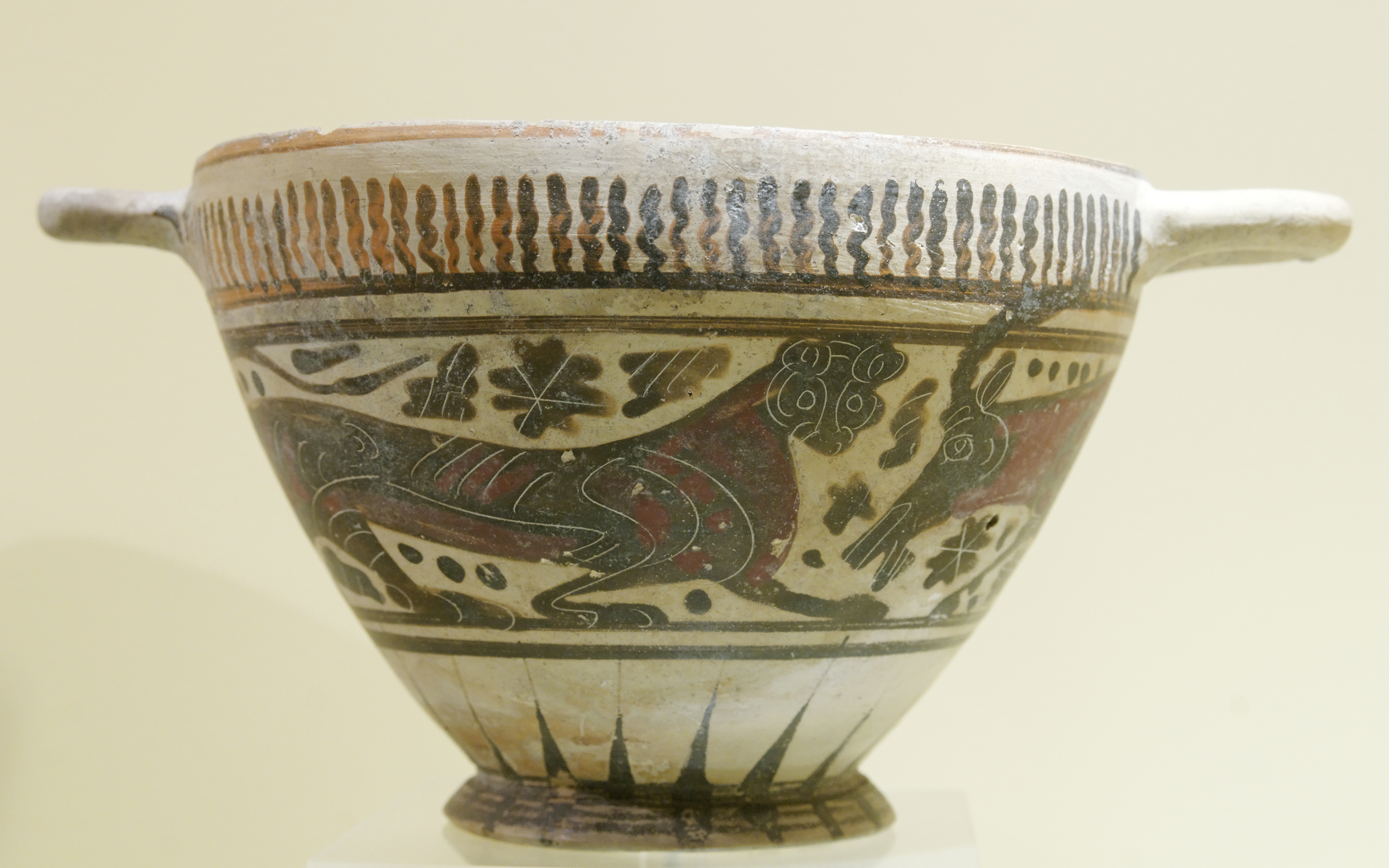
Skyphos ou cotyle, Corinthien moyen, -600-570 av. J.-C.
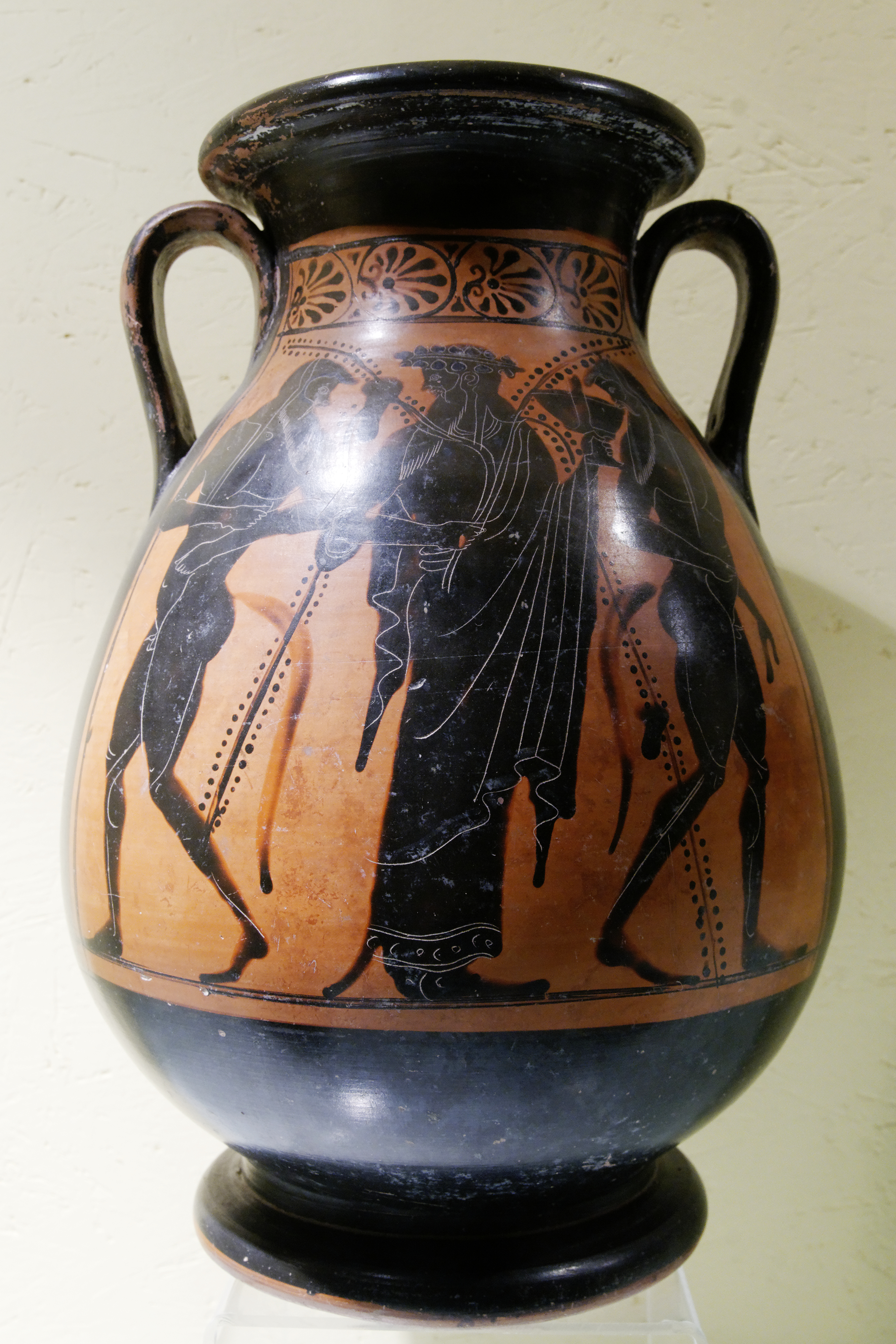
Dionysos entre deux satyres, face A d'une pélikè attique à figures noires, provenance : ロドス島, -510 av. J.-C.
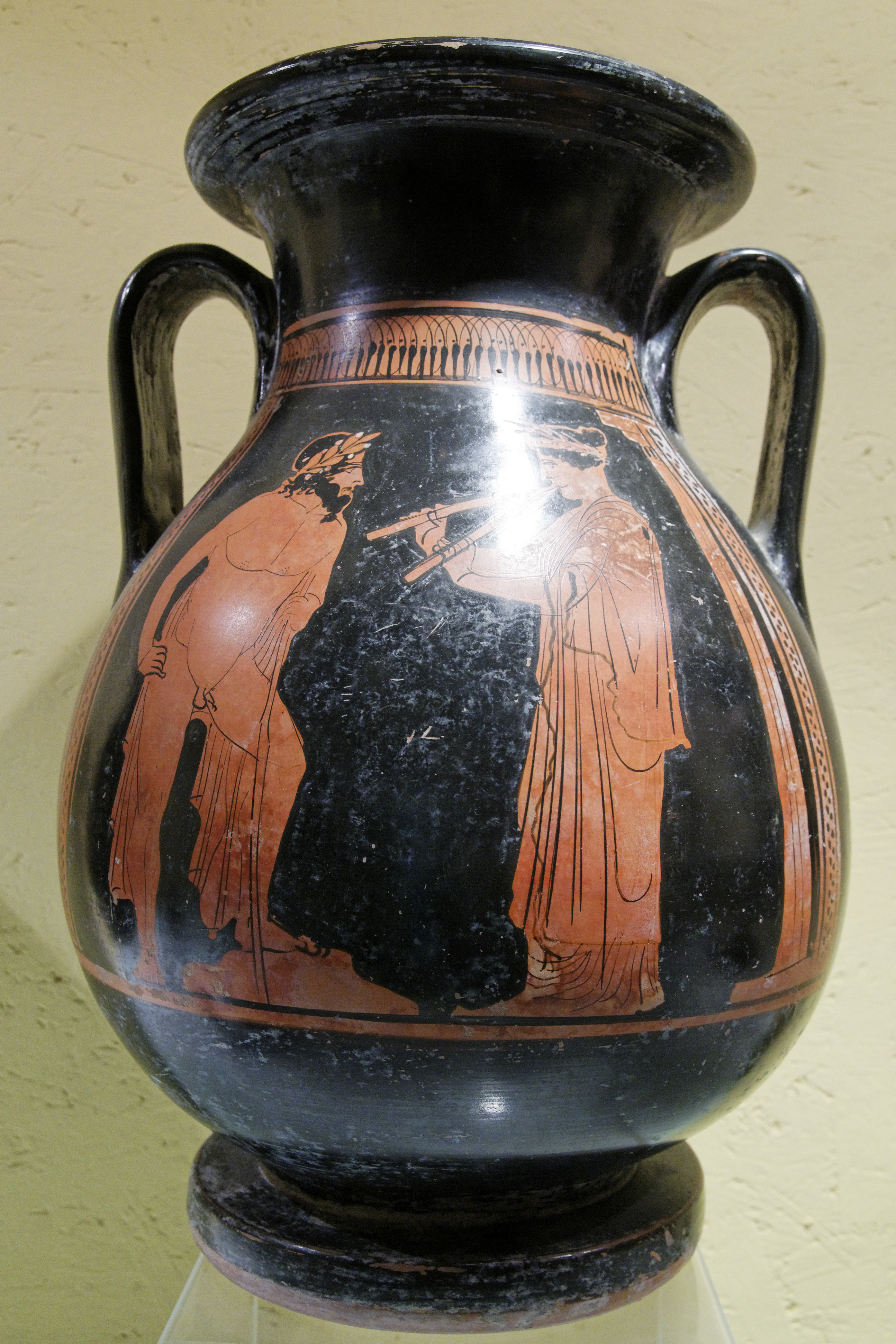
Comaste et joueuse d'aulos, face A d'une pélikè attique à figures rouges, provenance : ロドス島, -430 av. J.-C.
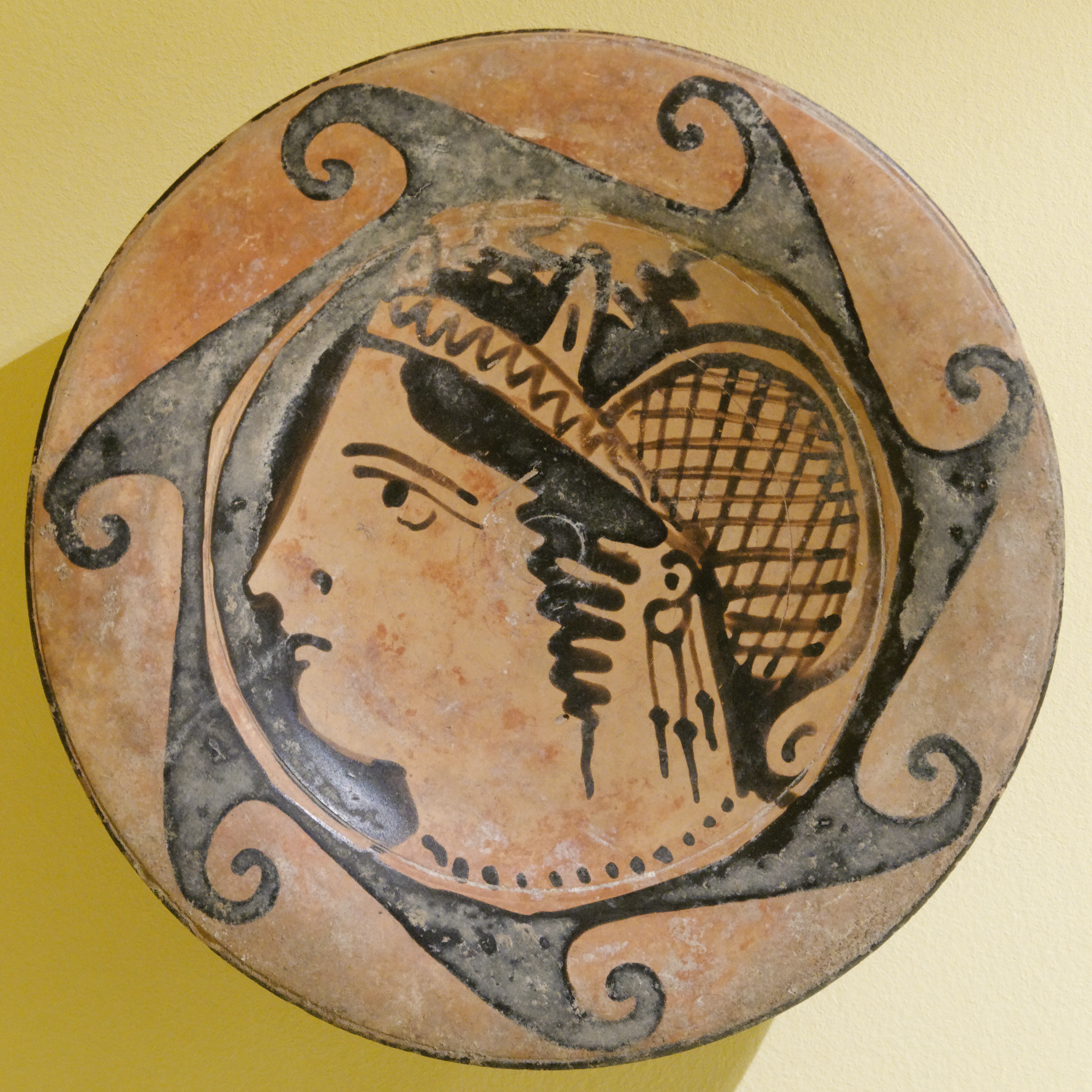
Tête de femme à gauche, médaillon d'une patère étrusque
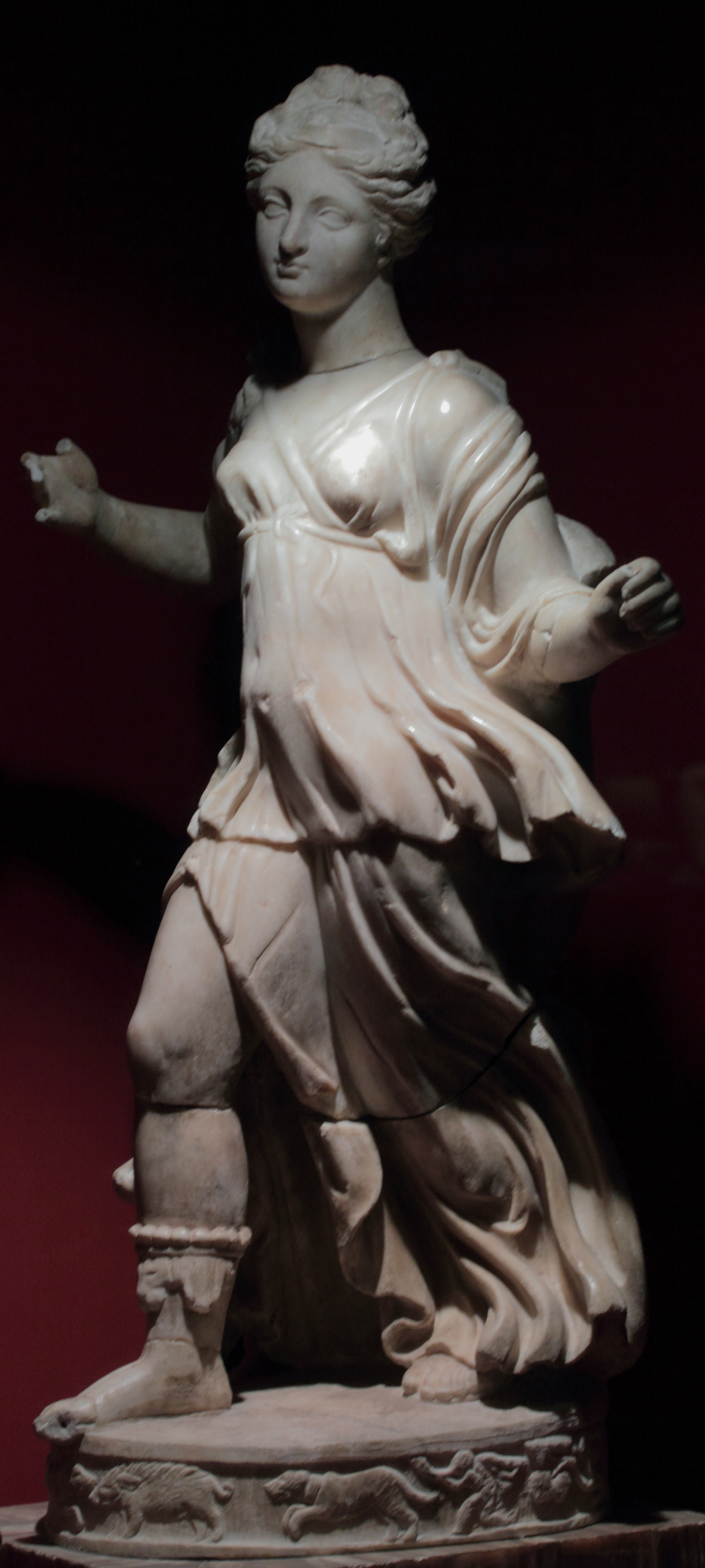
Statue de Diane Chasseresse, 大理石, ローマ

### ドローイング

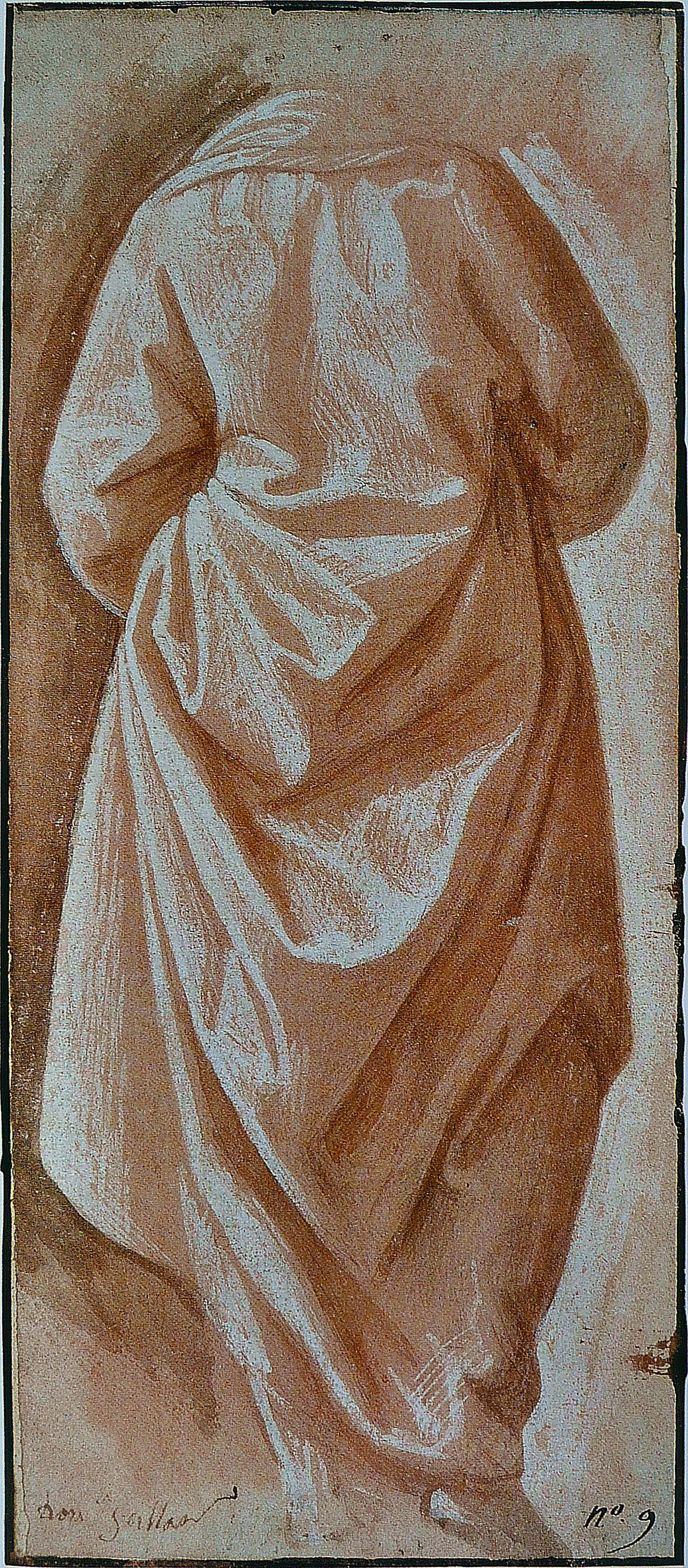
ドメニコ・ギルランダイオ, Femme vue de dos, draperie, 1480
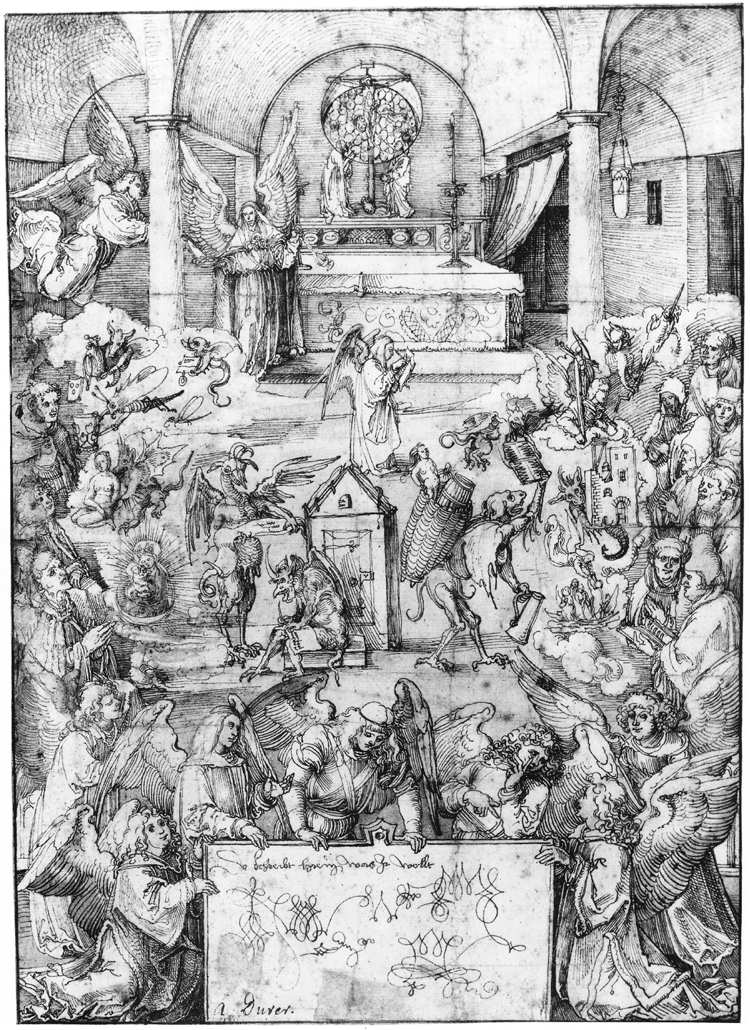
アルブレヒト・デューラー, Messe des anges, 1500
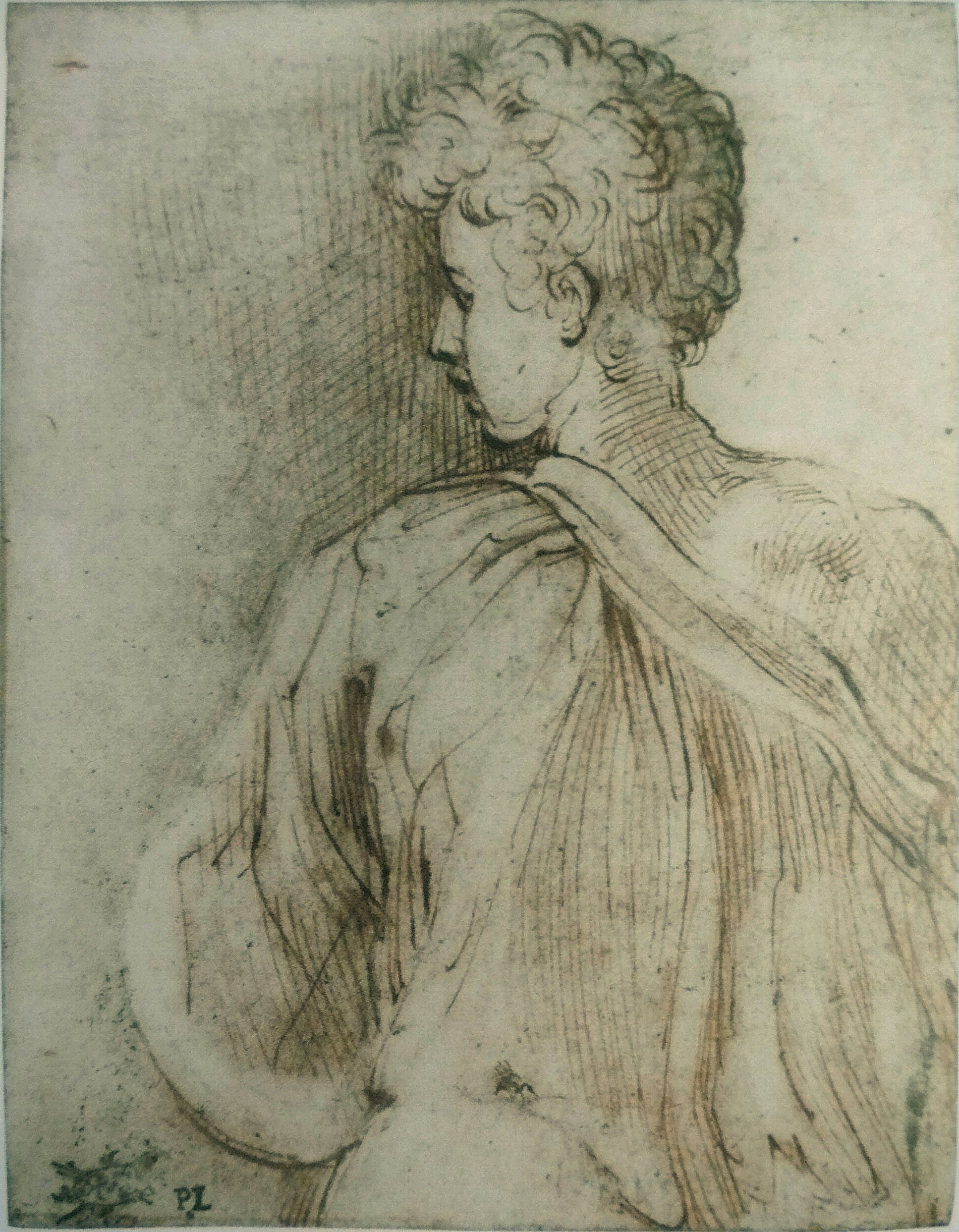
パルミジャニーノ, Jeune garçon vue de dos, tête de profil, 1520
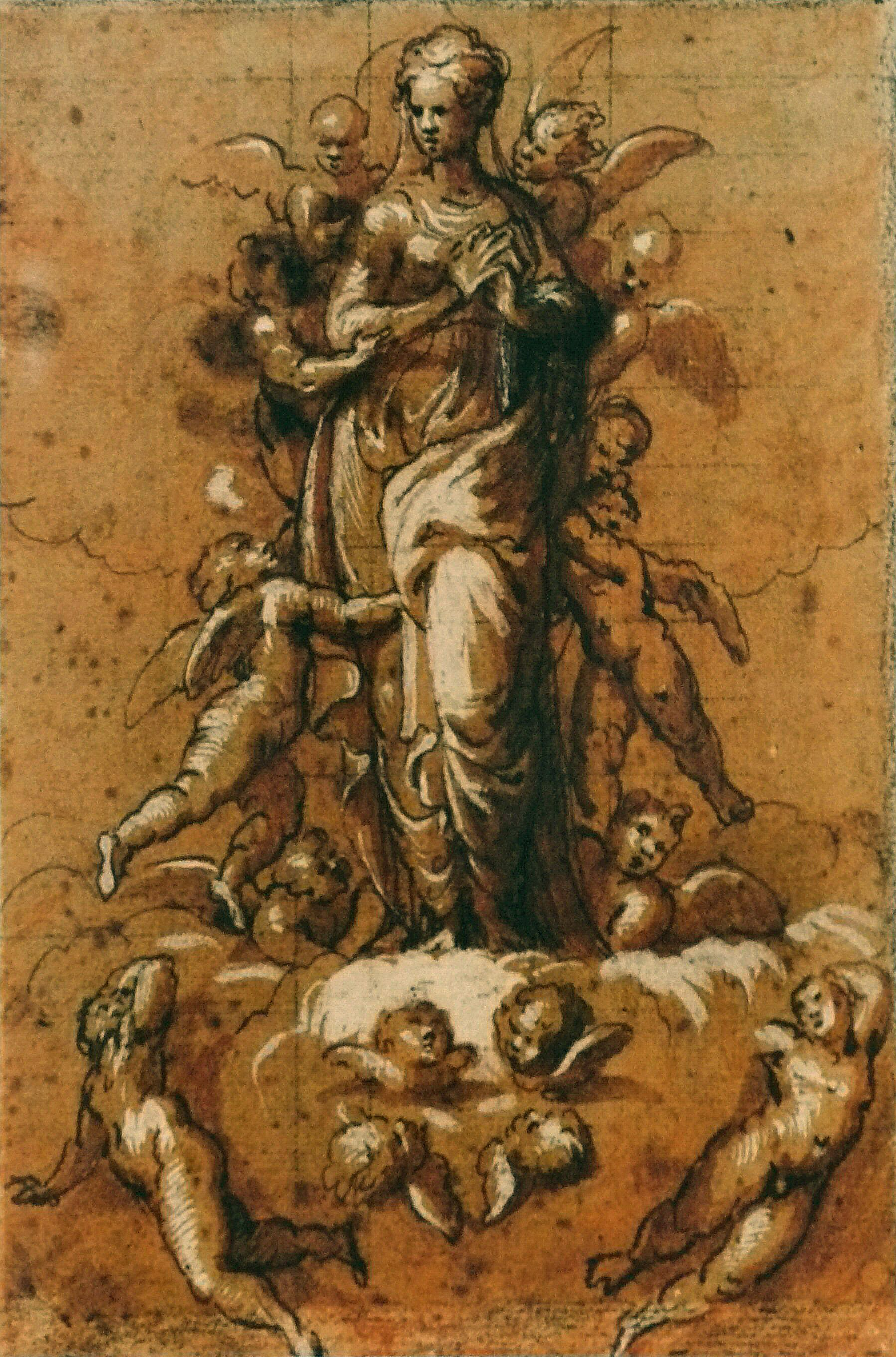
ベルナルディーノ・カンピ, L'Immaculée Conception, 1560
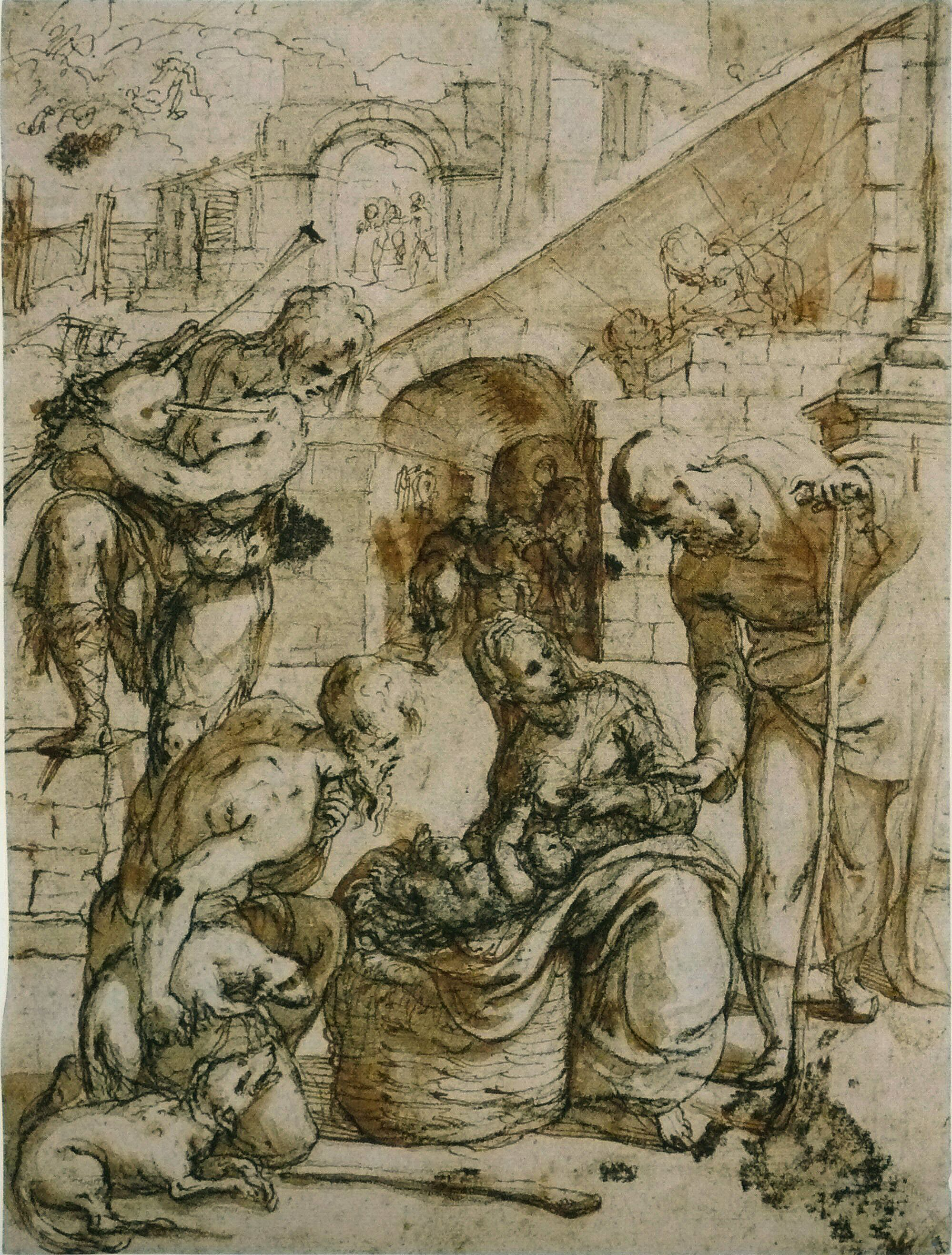
Carlo Urbino, L'Adoration de bergers, 16世紀
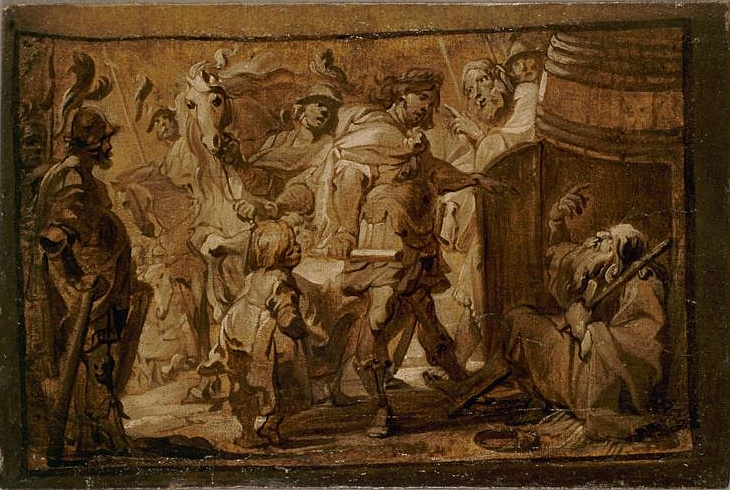
Antoine Sallaert, Alexandre et Diogène, 17世紀

### 版画

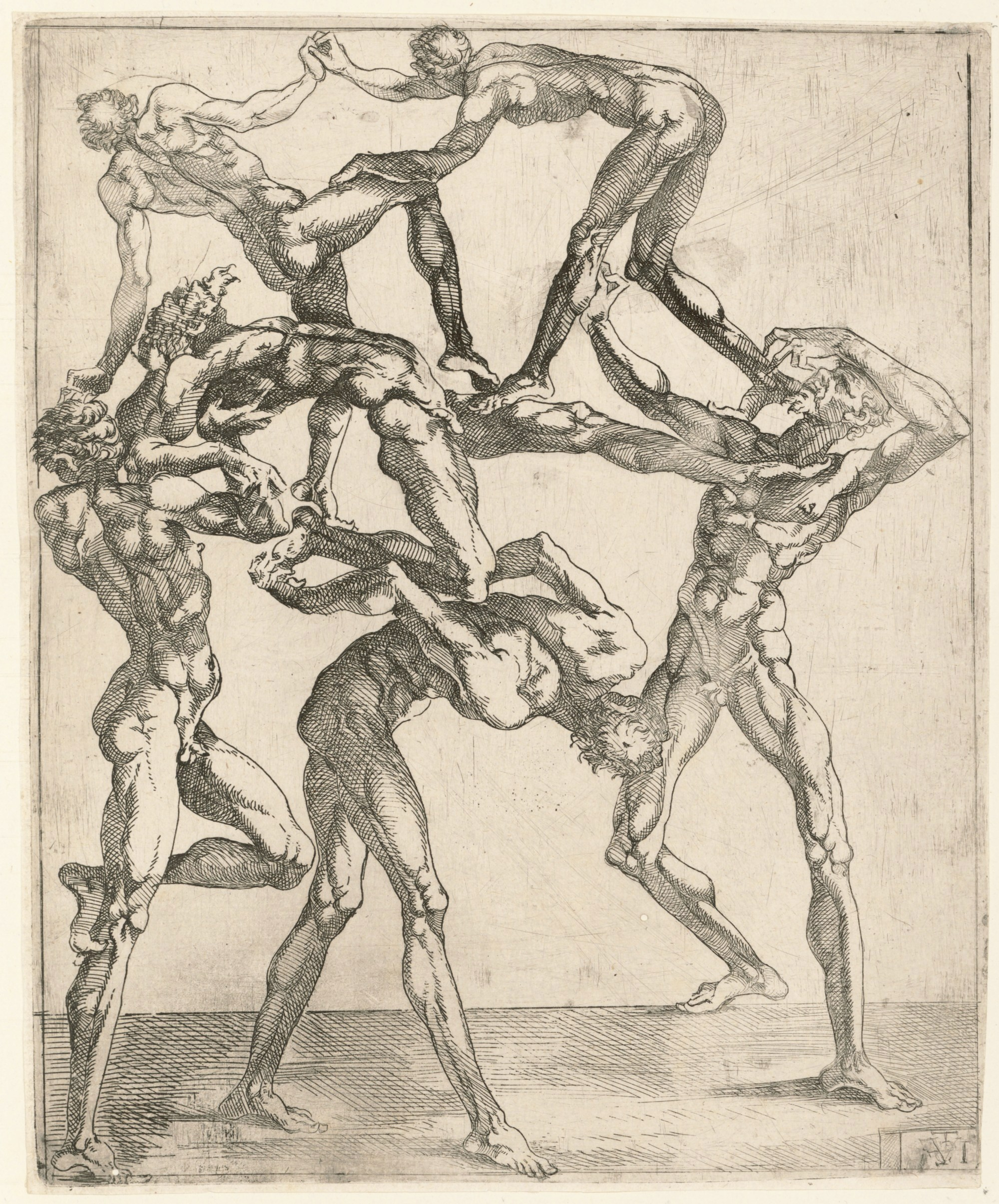
Juste de Juste, Pyramide de six hommes, エッチング, 1540

### 14世紀から18世紀の絵画

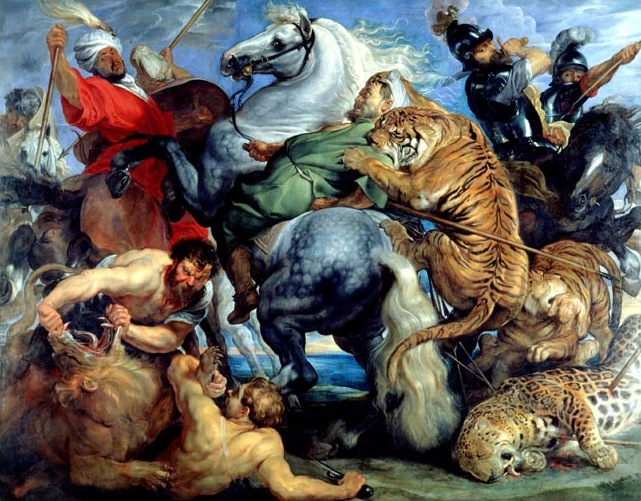
La Chasse au tigre ピーテル・パウル・ルーベンス, キャンバスに油彩, 1617-1618
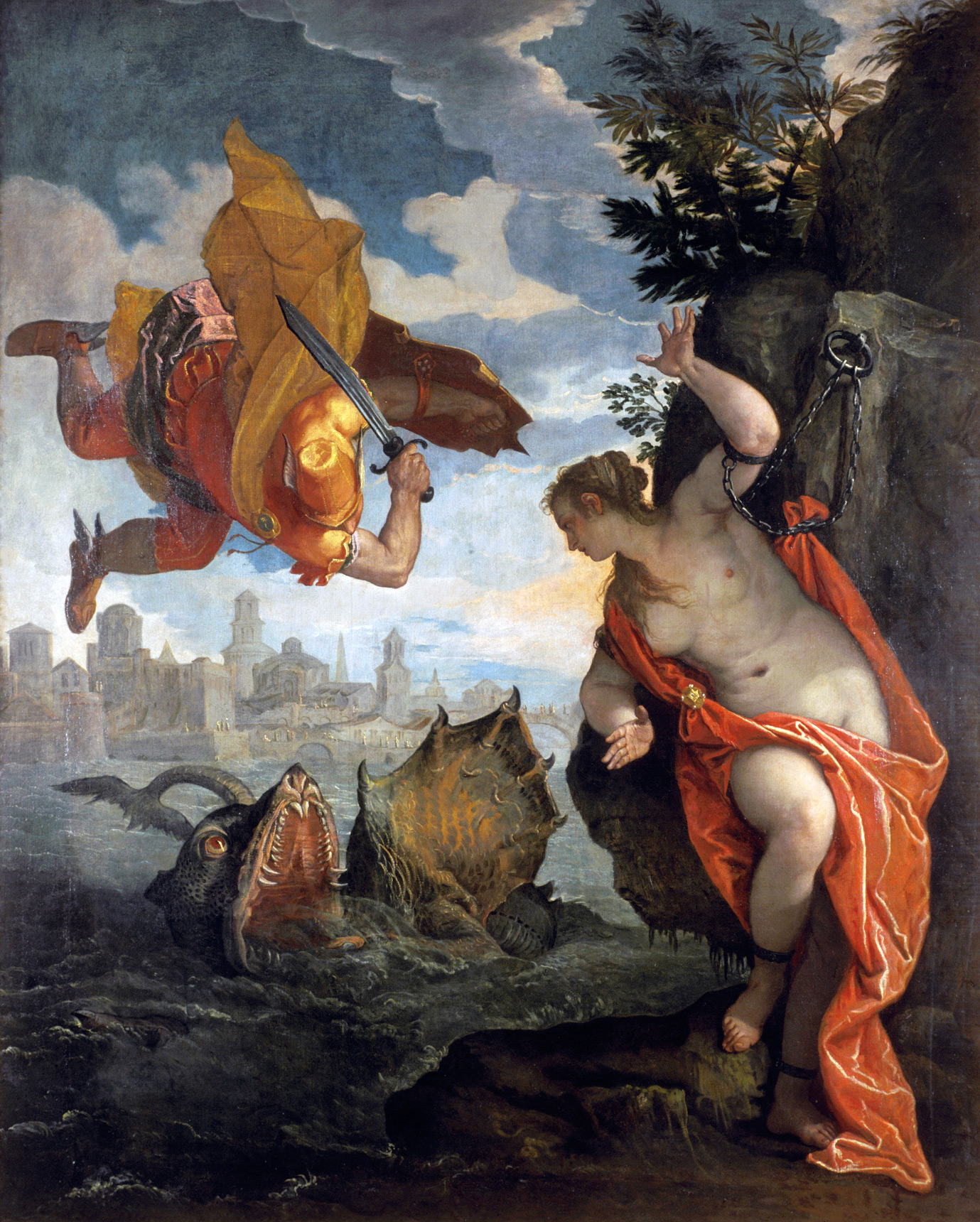
Persée délivrant Andromède パオロ・ヴェロネーゼ, キャンバスに油彩, 1576-1578
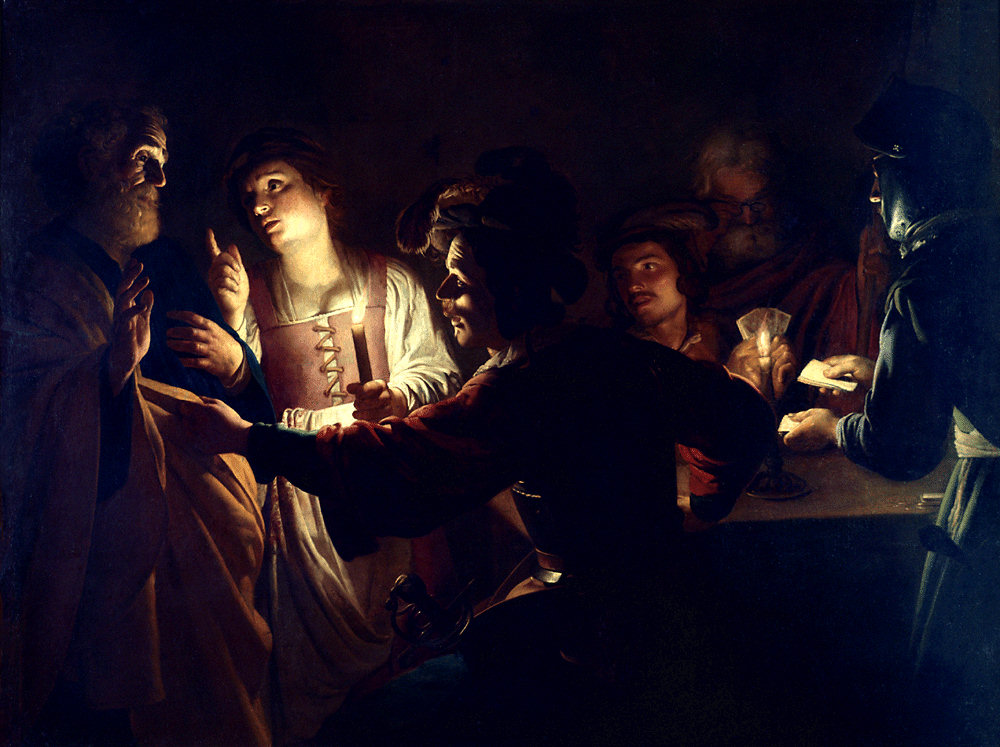
Le Reniement de saint Pierre ヘラルト・ファン・ホントホルスト, キャンバスに油彩, 1612-1621
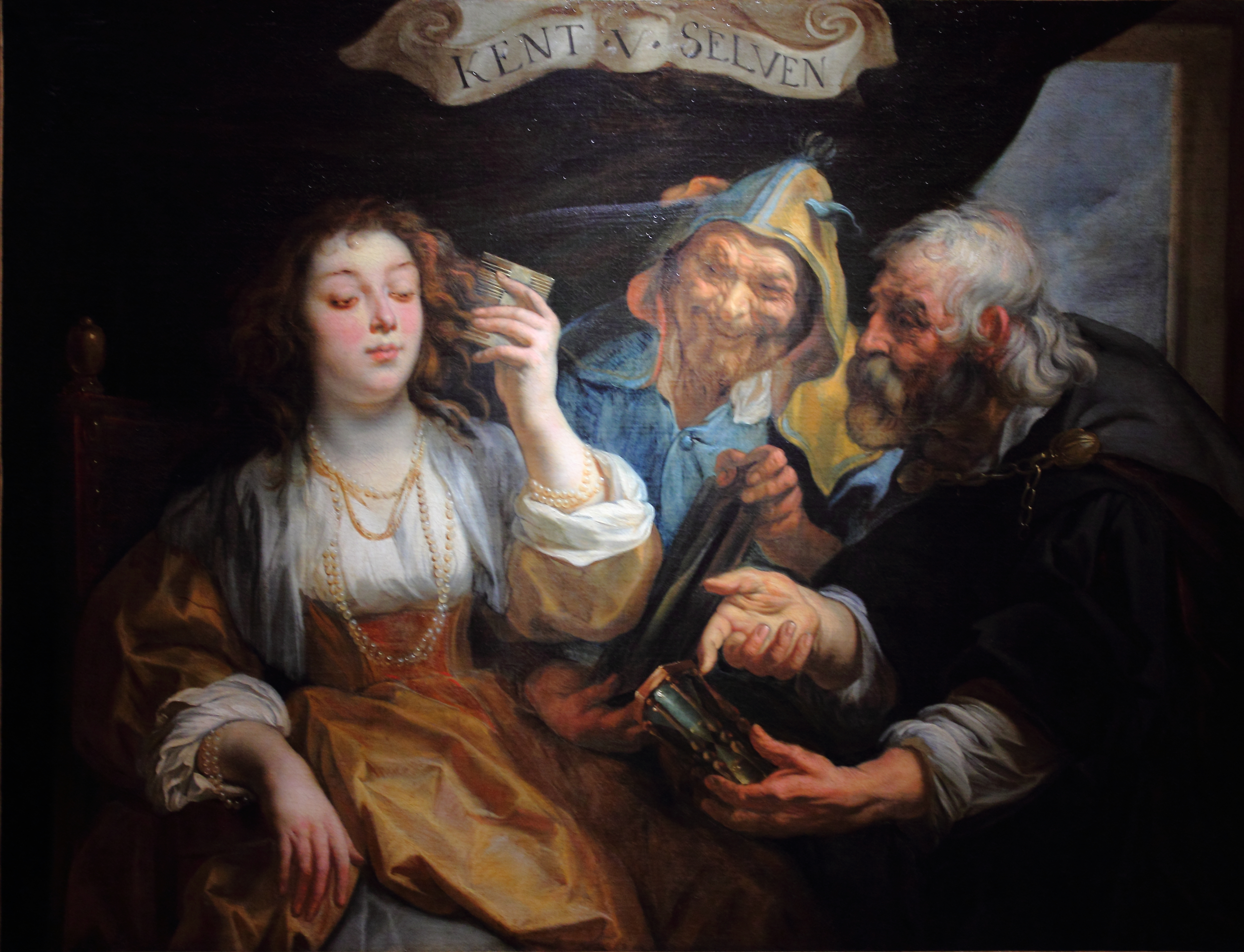
Connais-toi toi-même ヤーコブ・ヨルダーンス, キャンバスに油彩
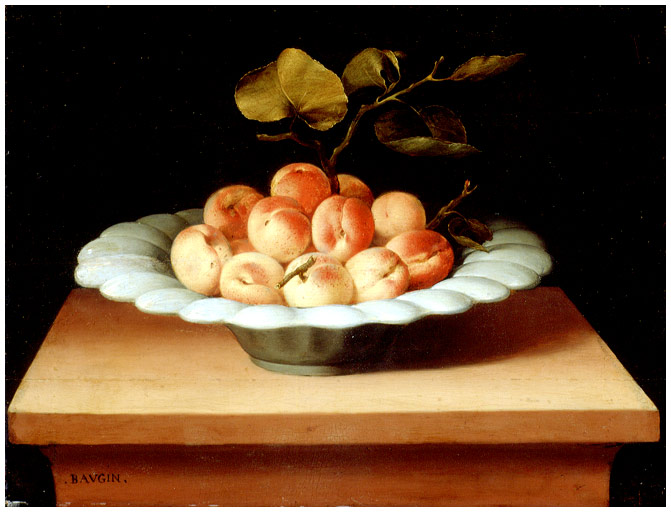
Coupe de fruits リュバン・ボージャン, 木材に油彩
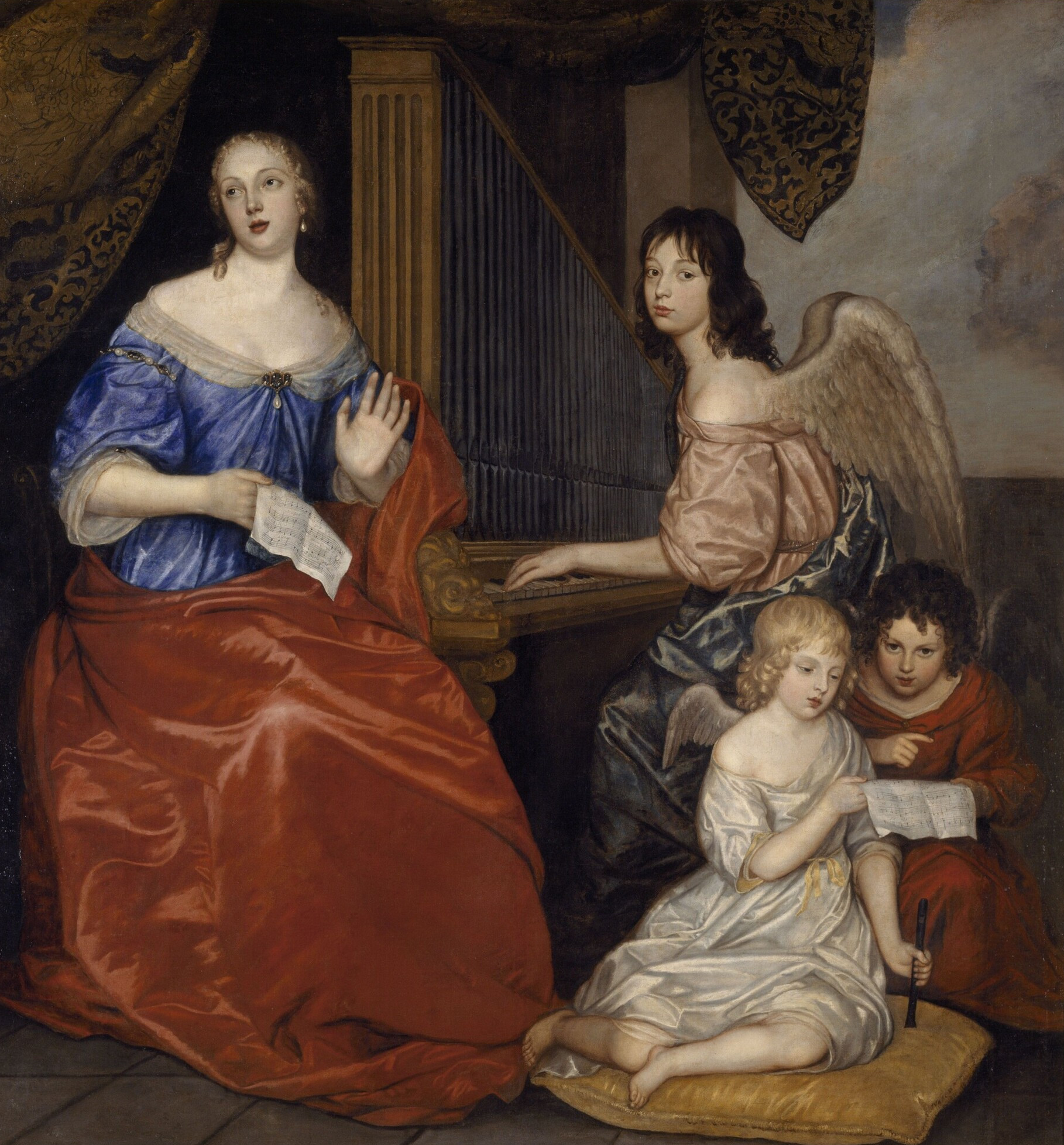
『ルイーズ・ド・ラ・ヴァリエールと子供たち(Louise de La Vallière et ses enfants) ピーター・レリー, キャンバスに油彩
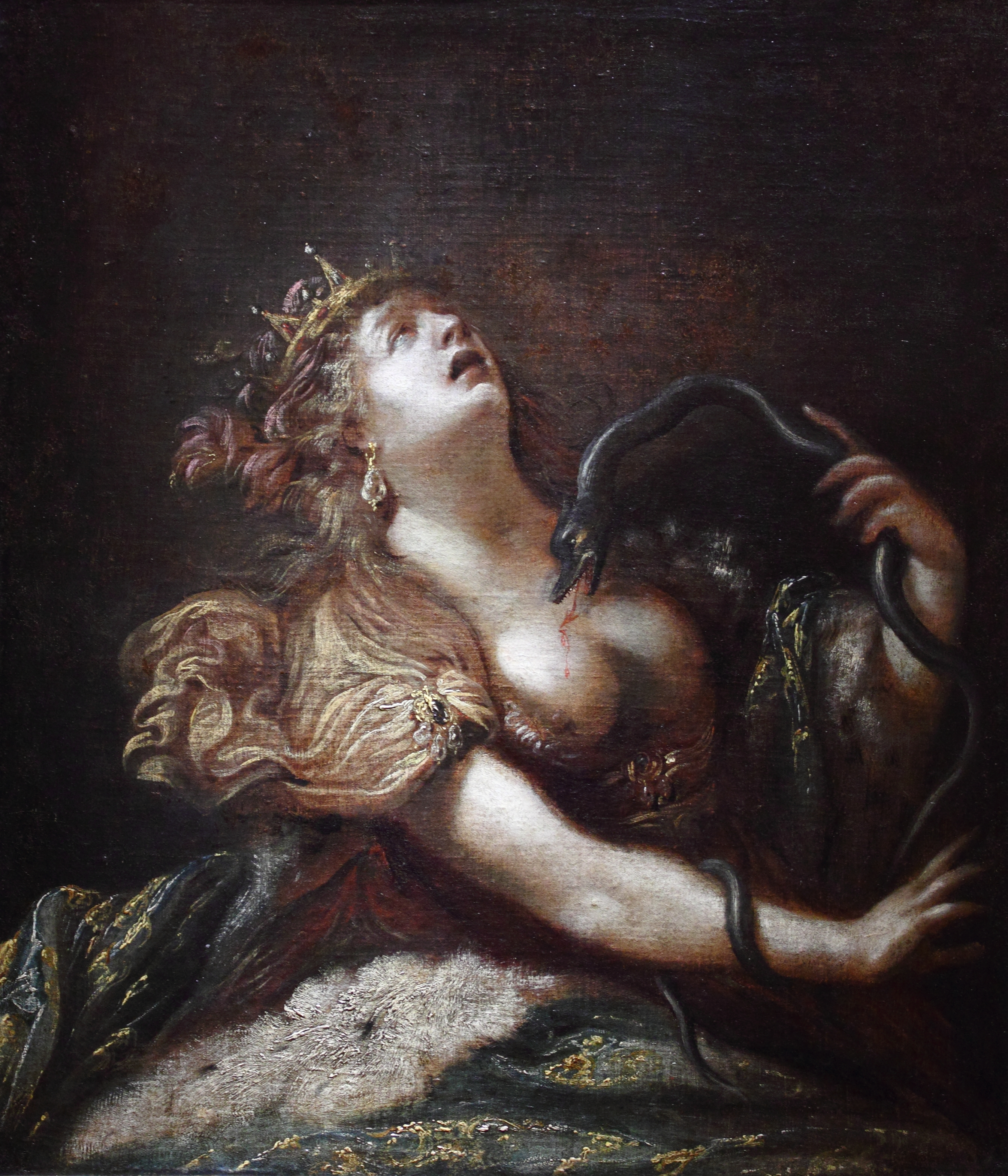
『クレオパトラの自殺』 クロード・ヴィニョン, 1640
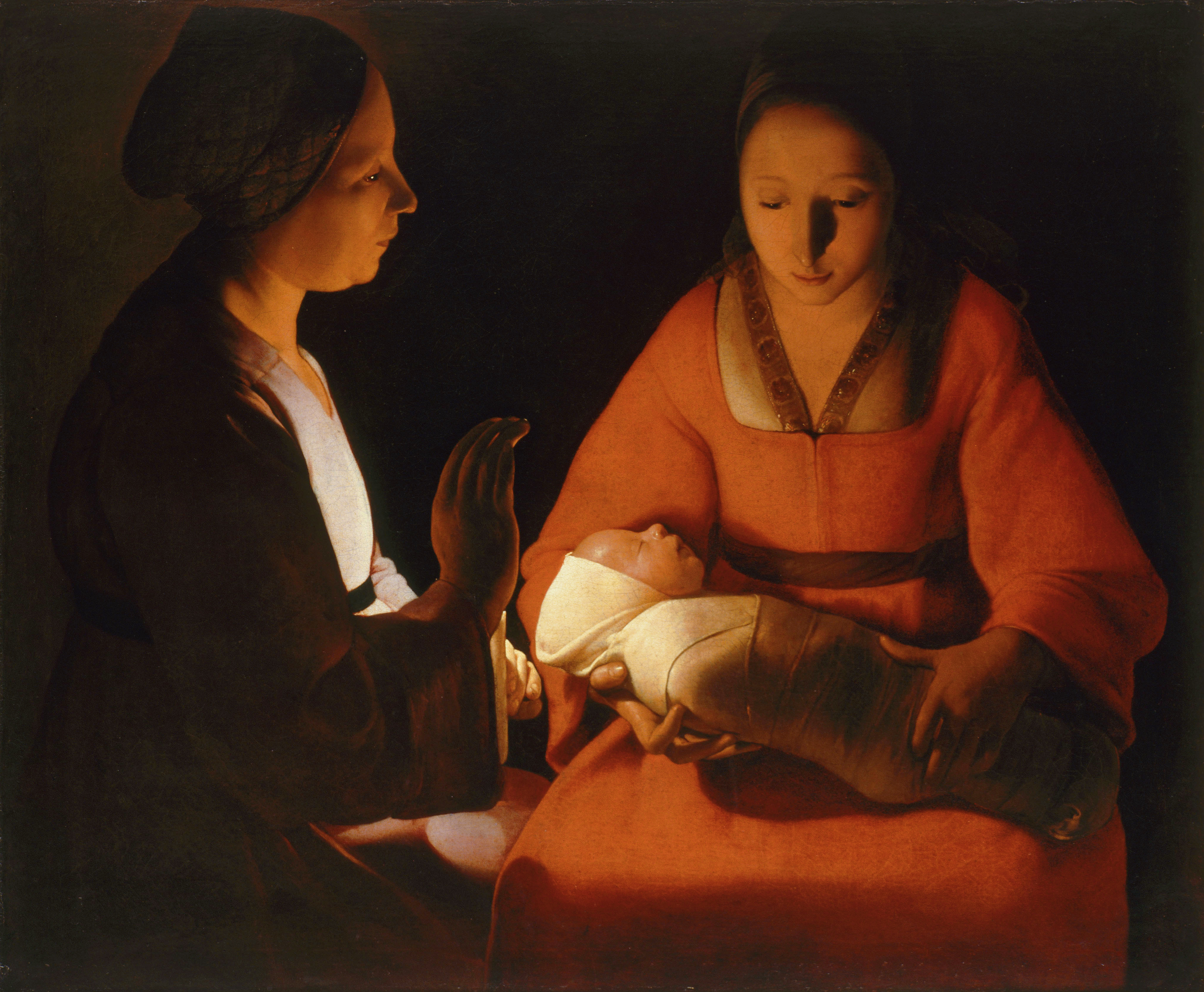
『新生児』、または『聖誕』(Le Nouveau-né) ジョルジュ・ド・ラ・トゥール, キャンバスに油彩, 1645-1648
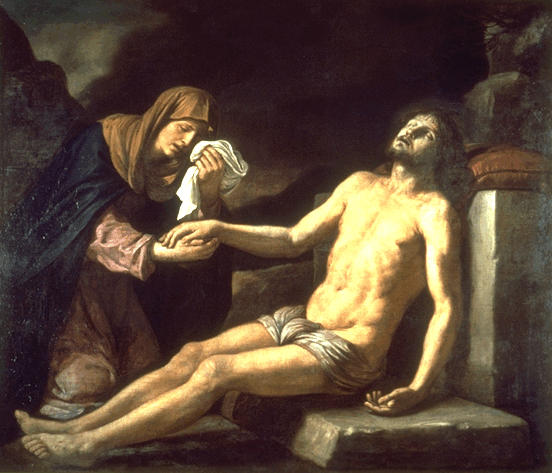
ピエタ グエルチーノ, 1640
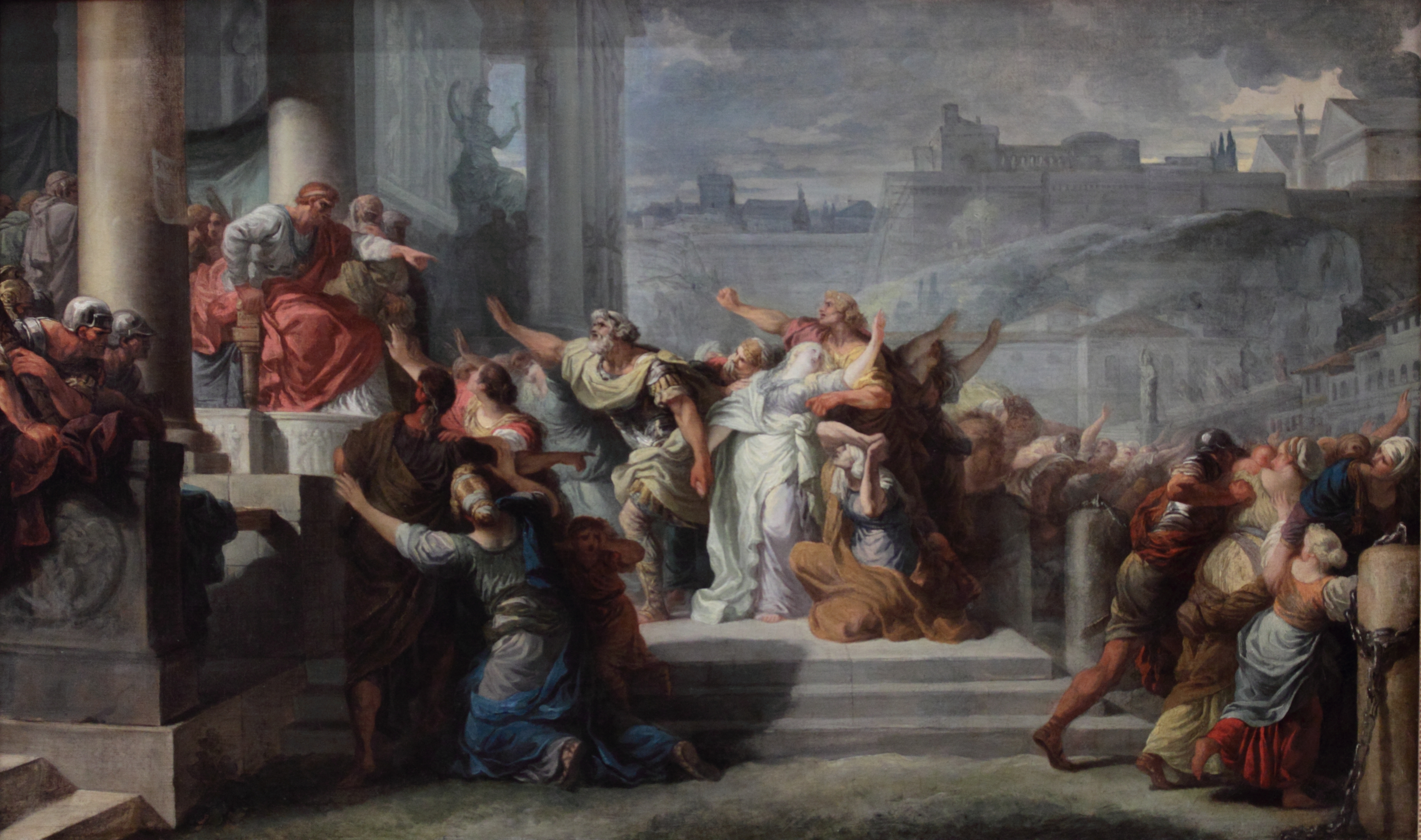
Esquisse de La Mort de Virginie ガブリエル＝フランソワ・ドワイアン, 1756-1758
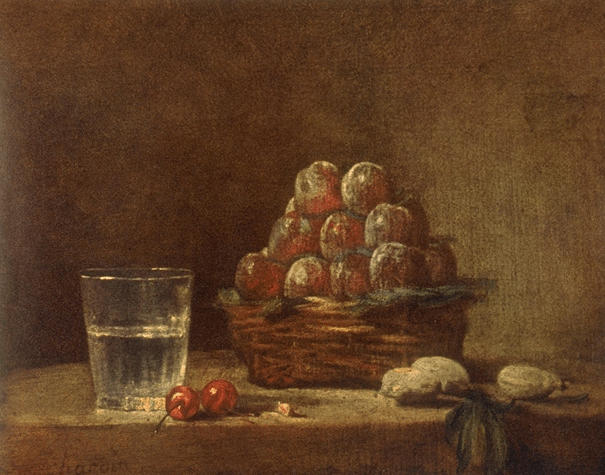
Le Panier de prunes ジャン・シメオン・シャルダン, キャンバスに油彩, 1759

### 19世紀から20世紀の絵画と彫刻

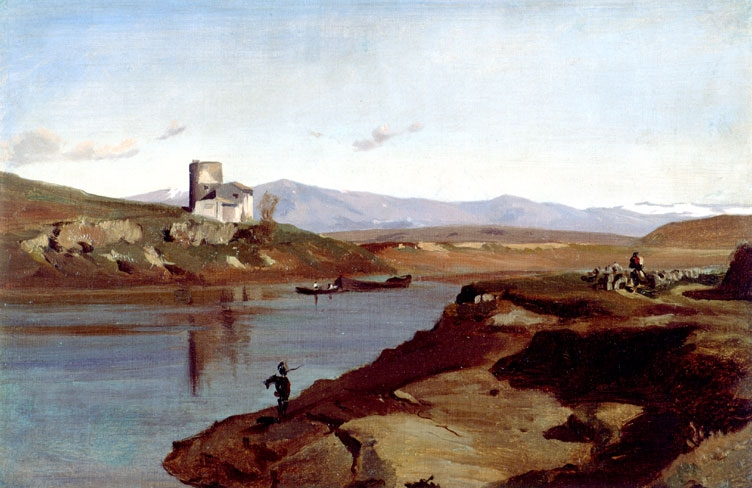
ジャン＝アシル・ベヌヴィル, Paysage d'Italie, キャンバスに油彩
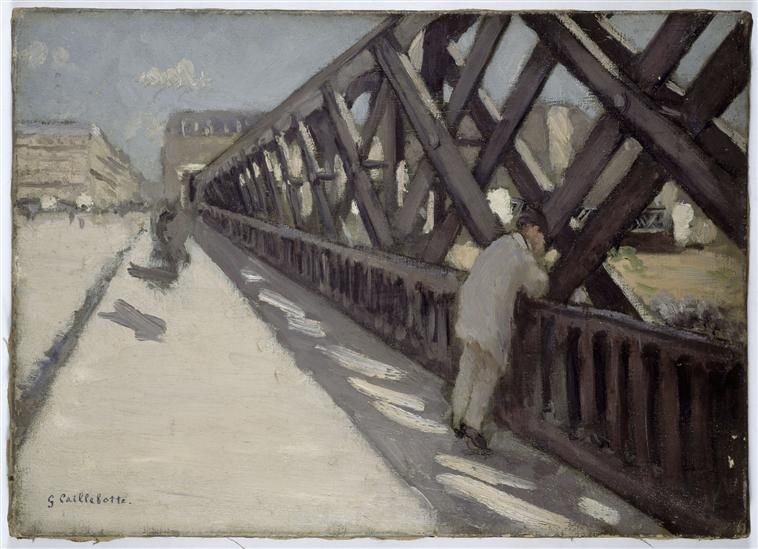
ギュスターヴ・カイユボット, 『ヨーロッパ橋』(Le Pont de l'Europe (esquisse)), キャンバスに油彩, 1876
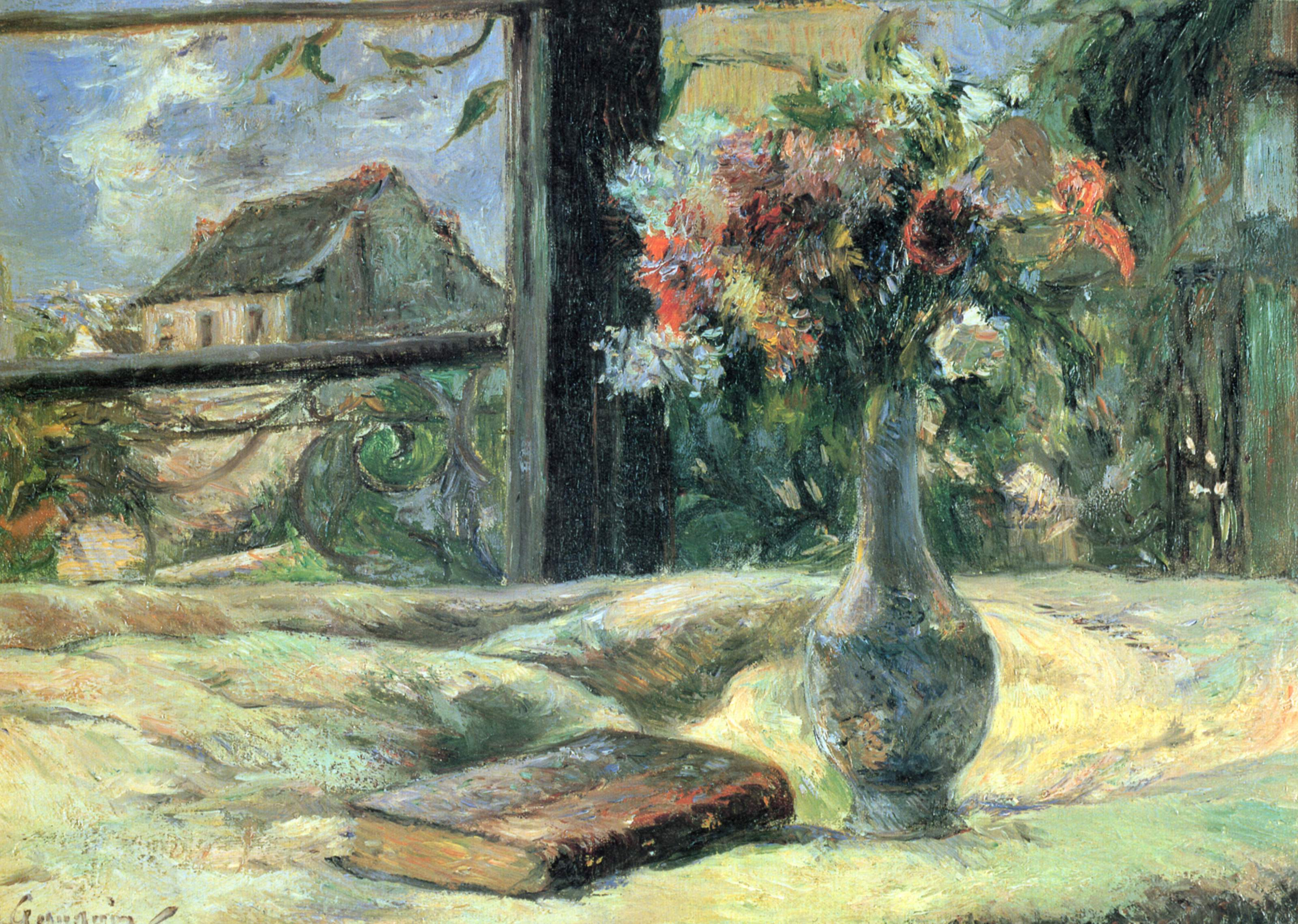
ポール・ゴーギャン, Vase de fleurs à la fenêtre, キャンバスに油彩, 1881
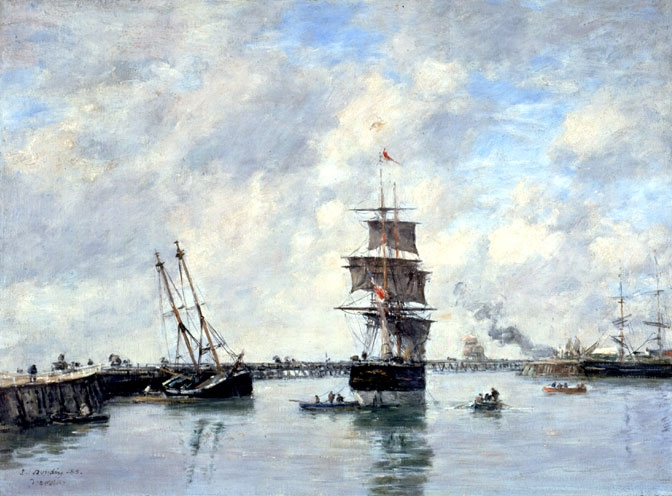
ウジェーヌ・ブーダン, Trouville, les jetées, mer aute, キャンバスに油彩, 1885
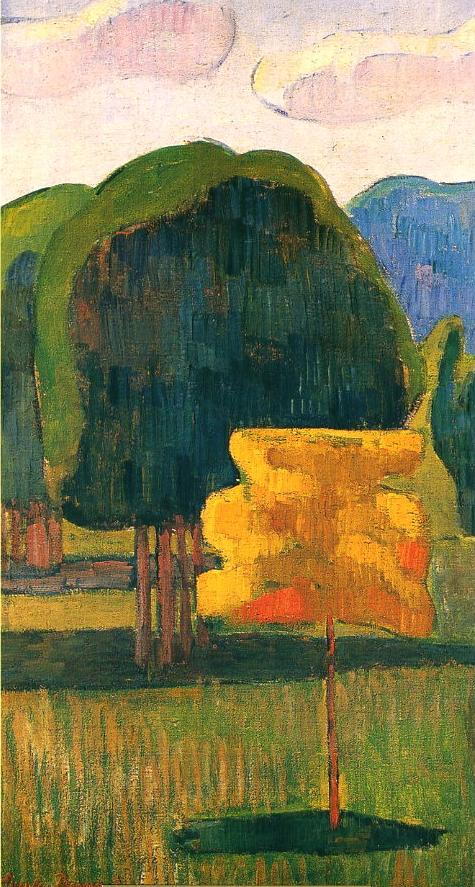
エミール・ベルナール, L'arbre jaune, キャンバスに油彩, 1888
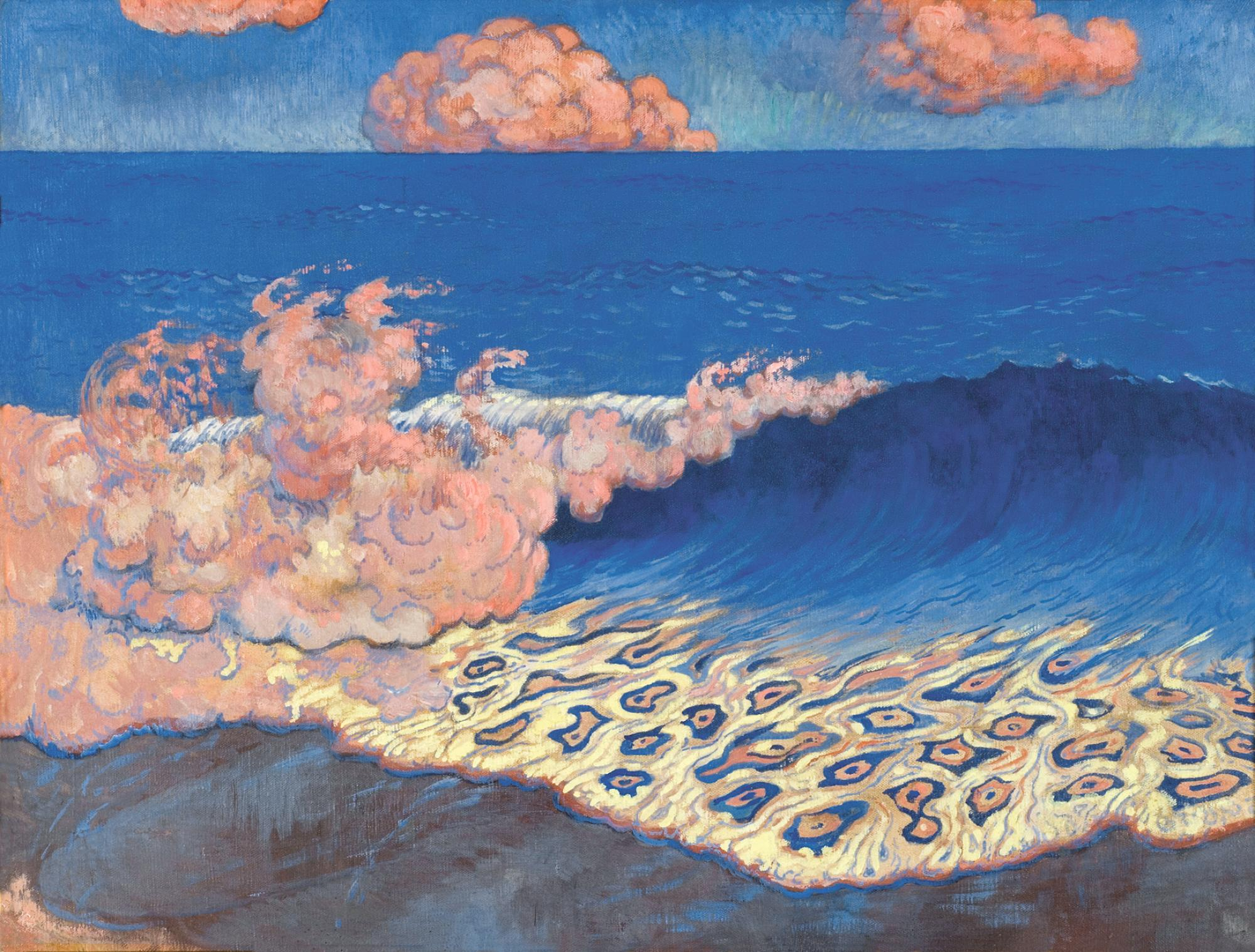
ジョルジュ・ラコンブ, Marine bleue, Effet de vague, キャンバス , 1893

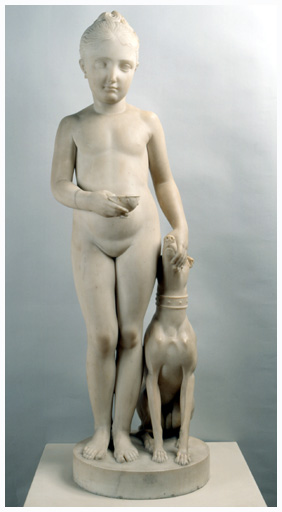
Lorenzo Bartolini, Napoléone-Elisa Baciocchi et son chien, 大理石, 1812
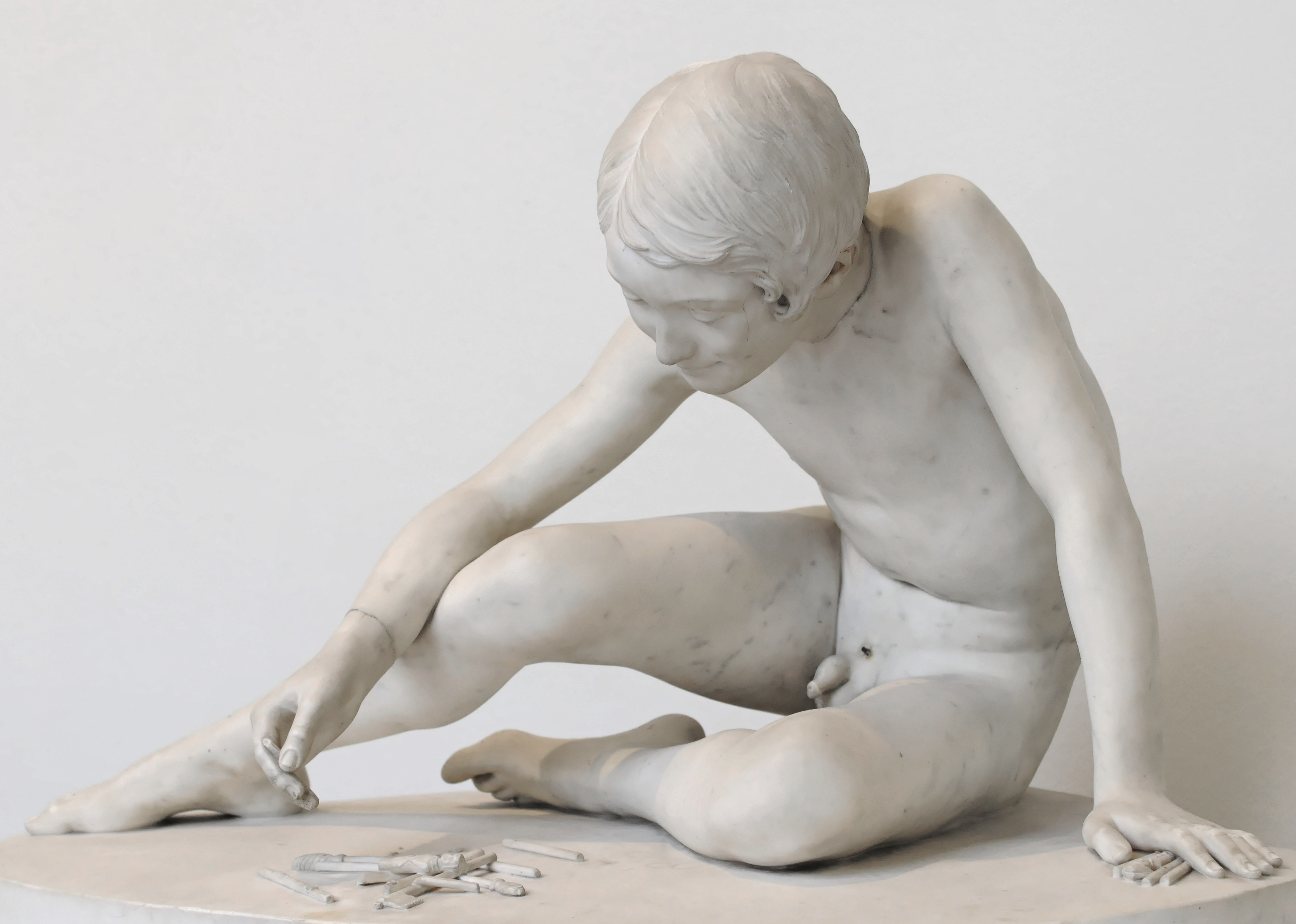
Julien-Charles Dubois, Joueur d'onchets, 大理石, 1842